# Antony Hewish
Antony Hewish (Fowey, Cornualles, 11 de mayo de 1924-13 de septiembre de 2021) fue un  radioastrónomo británico que obtuvo el Premio Nobel de Física en 1974 (junto con su colega radioastrónomo Martin Ryle) por la síntesis de apertura de radio y su papel en el descubrimiento del primer púlsar, aunque ha habido muchas críticas respecto a este suceso debido a que quien realmente descubrió el primer púlsar fue su estudiante Jocelyn Bell. También recibió la Medalla Eddington de la Real Sociedad Astronómica en 1969.

## Biografía
Nació en Fowey, Cornualles, el 11 de mayo de 1924. Sus estudios de licenciatura en la Universidad de Cambridge fueron interrumpidos por servicios en la Royal Aircraft Establishment, y la Telecommunications Research Establishment, donde trabajó con Martin Ryle. Al volver a Cambridge en 1946, Hewish completó su licenciatura e inmediatamente se unió al grupo de investigación de Ryle en el Laboratorio Cavendish, obteniendo su doctorado (PhD) en 1952. Fue profesor de radioastronomía en el Laboratorio Cavendish desde 1971 hasta 1989, y fue director del Observatorio Mullard de Radio Astronomía (MRAO) entre 1982 y 1988. Fue nombrado fellow (miembro) de la Royal Society en 1968.
Antony Hewish fue miembro del Churchill College, en Cambridge.

## Premio Nobel de Física
Hewish realizó avances tanto prácticos como teóricos en la observación del aparente parpadeo de las fuentes de radio debido a su relación con el plasma.
Esto le llevó a proponer la construcción del Interplanetary Scintillation Array, una gran trama de telescopios en el Observatorio Mullard de Radio Astronomía (MRAO), en Cambridge, con el fin de realizar un seguimiento preciso del parpadeo de las fuentes de radio. Durante el curso de este proyecto una estudiante de posgrado, Jocelyn Bell, registró por primera vez la fuente de radio que sería finalmente identificada como el primer púlsar.
El trabajo que anunciaba este descubrimiento contenía cinco nombres, Hewish primero y Bell segundo. El premio Nobel de Física fue concedido a Ryle y Hewish por su trabajo en el desarrollo de la síntesis de apertura de radio y su papel en el descubrimiento del primer púlsar sin la inclusión de Bell, lo que fue muy controvertido. Algunos argumentan, sin embargo, que el premio fue concedido a Ryle y Hewish por su trabajo en el campo de la radioastronomía general, donde ambos realizaron avances esenciales para la evolución de la astrofísica. Aunque la razones para el Nobel a Hewish son solo por su rol en el descubrimiento del primer púlsar. (Ver:Controversia del Premio Nobel)

## Premios y honores
Hewish recibió títulos honorarios de 6 universidades incluyendo las de Mánchester, Exeter y Cambridge. Es miembro extranjero de la Real Academia Belga, de la Academia Americana de Artes y Ciencias y de la Academia Nacional de la India de las Ciencias. Ha sido distinguido con quince premios principales, entre los que se encuentran los siguientes:
- 1969 - Medalla Eddington, Royal Astronomical Society.[8]
- 1971 - Medalla Karl Schwarzschild
- 1972 - Medalla de Oro Dellinger, International Union of Radio Science
- 1973 - Medalla Albert A. Michelson
- 1974 - Premio Nobel de Física (compartido)
- 1977 - Medalla Hughes, concedida por la Royal Society «por sus destacadas contribuciones a la radioastronomía, incluyendo el descubrimiento e identificación de los púlsares».[9]